# Iliouchine Il-276
L’Iliouchine Il-276 est un projet d’avion de transport militaire lancé en 2009 conjointement par UAC (Russie) et HAL (Inde) sous l’appellation UAC/HAL MTA (Multirole Transport Aircraft). En janvier 2016, HAL se retire du projet ; UAC le continue sous le nom d'Iliouchine Il-214, puis de Il-276.
Sa charge utile de 20 tonnes, pour un rayon d'action de 2 500 km en fait un concurrent des Airbus A400M Atlas, Lockheed C-130J Super Hercules, Embraer KC-390, et Antonov An-178.